# Cẩm Thành, Cẩm Phả
Cẩm Thành là một phường thuộc thành phố Cẩm Phả, tỉnh Quảng Ninh, Việt Nam.
Phường Cẩm Thành có diện tích 1,29 km², dân số năm 1999 là 8241 người, mật độ dân số đạt 6388 người/km².